# Zwartnekarassari
De zwartnekarassari (Pteroglossus aracari) is een vogel uit de familie van de  toekans (Ramphastidae). De wetenschappelijke naam van de soort werd als Ramphastos aracari in 1758 gepubliceerd door Carl Linnaeus.

## Verspreiding en leefgebied
Deze soort komt voor in noordoostelijk en oostelijk Zuid-Amerika. Er worden drie ondersoorten onderscheiden:
- P. a. aracari  (Linnaeus, 1758): noordoostelijk, oostelijk en zuidoostelijk Brazilië
- P. a. atricollis  (Statius Müller, 1776): oostelijk Venezuela, de Guiana's en noordelijk Brazilië
- P. a. wiedii Sturm & Sturm, 1847: zuidoostelijk Brazilië

## Status
De grootte van de populatie is niet gekwantificeerd maar de soort wordt omschreven als algemeen. Op de Rode lijst van de IUCN heeft deze soort de status niet bedreigd.